# Paul McCartney : Many Years From Now. Les Beatles, les sixties et moi
 (janvier 2025).
La mise en forme du texte ne suit pas les recommandations de Wikipédia : il faut le « wikifier ».
Les points d'amélioration suivants sont les cas les plus fréquents. Le détail des points à revoir est peut-être précisé sur la page de discussion.
- Les titres sont pré-formatés par le logiciel. Ils ne sont ni en capitales, ni en gras.
- Le texte ne doit pas être écrit en capitales (les noms de famille non plus), ni en gras, ni en italique, ni en « petit »…
- Le gras n'est utilisé que pour surligner le titre de l'article dans l'introduction, une seule fois.
- L'italique est rarement utilisé : mots en langue étrangère, titres d'œuvres, noms de bateaux, etc.
- Les citations ne sont pas en italique mais en corps de texte normal. Elles sont entourées par des guillemets français : « et ».
- Les listes à puces sont à éviter, des paragraphes rédigés étant largement préférés. Les tableaux sont à réserver à la présentation de données structurées (résultats, etc.).
- Les appels de note de bas de page (petits chiffres en exposant, introduits par l'outil «  Source ») sont à placer entre la fin de phrase et le point final[comme ça].
- Les liens internes (vers d'autres articles de Wikipédia) sont à choisir avec parcimonie. Créez des liens vers des articles approfondissant le sujet. Les termes génériques sans rapport avec le sujet sont à éviter, ainsi que les répétitions de liens vers un même terme.
- Les liens externes sont à placer uniquement dans une section « Liens externes », à la fin de l'article. Ces liens sont à choisir avec parcimonie suivant les règles définies. Si un lien sert de source à l'article, son insertion dans le texte est à faire par les notes de bas de page.
- La présentation des références doit suivre les conventions bibliographiques. Il est recommandé d'utiliser les modèles {{Ouvrage}}, {{Chapitre}}, {{Article}}, {{Lien web}} et/ou {{Bibliographie}}. Le mode d'édition visuel peut mettre en forme automatiquement les références.
- Insérer une infobox (cadre d'informations à droite) n'est pas obligatoire pour parachever la mise en page.

Pour une aide détaillée, merci de consulter Aide:Wikification.
Si vous pensez que ces points ont été résolus, vous pouvez retirer ce bandeau et améliorer la mise en forme d'un autre article.
 (janvier 2025).
Si vous disposez d'ouvrages ou d'articles de référence ou si vous connaissez des sites web de qualité traitant du thème abordé ici, merci de compléter l'article en donnant les références utiles à sa vérifiabilité et en les liant à la section « Notes et références ».
Paul McCartney: Many Years from Now. Les Beatles, les sixties et moi est l'édition française d'une biographie de Paul McCartney écrite par Barry Miles. Il s'agit de la biographie « officielle » de McCartney, écrite « à partir de de centaines d'heures d'entretiens exclusifs réalisés sur une période de cinq ans », selon la quatrième de couverture de l'édition de poche en anglais parue en 1998.
Le titre est une phrase tirée de la chanson de McCartney When I'm Sixty-Four qui figure sur l'album Sgt. Pepper's Lonely Hearts Club Band des Beatles, sorti en 1967. Le livre (titre original « Paul McCartney: Many Years from Now ») a été publié pour la première fois au Royaume-Uni en octobre 1997 par Secker & Warburg. Sa traduction française est parue en 2004 chez Flammarion.

## Contexte et contenu
McCartney et Miles ont commencé à travailler sur le projet peu de temps après la tournée mondiale 1989-1990 de McCartney. Selon Miles, la matière première du livre résulte de 35 entretiens enregistrés, réalisés entre 1991 et 1996.
Je vais vous raconter l'histoire comme elle me revient... C'est une suite d'événements qui se sont tous déroulés dans un petit laps de temps. Ce n'est que mon souvenir de l'aventure... Tout ce que je souhaite faire avec ce livre, c'est raconter ma version des faits.
- Paul McCartney
Irrité par les éloges exprimées envers John Lennon après son assassinat en 1980, McCartney a cherché à changer la perception selon laquelle Lennon aurait été le véritable leader créatif des Beatles. Ainsi, le livre s'inscrivait dans la campagne de McCartney pour rétablir les faits quant à son influence, en particulier en ce qui concerne les liens entre les Beatles et l'avant-garde. Le livre complétait les déclarations que McCartney avait faites sur le sujet dans une interview accordée au magazine Rolling Stone  en 1986 et dans le programme de sa tournée mondiale de 1989-1990. La majeure partie du livre couvre le partenariat Lennon/McCartney dans l'écriture des chansons, l'ascension et la chute des Beatles, et la place de McCartney dans le dynamisme de la scène artistique des années 1960 à Londres. Sur plus de 700 pages, vingt seulement sont consacrées à sa vie après la séparation des Beatles en 1970.
Selon l'auteur Howard Sounes, l'idée d'écrire ces mémoires venait de Miles, mais celui-ci avait accepté « de laisser Paul examiner le manuscrit et, de manière peut-être plus surprenante, de conserver 75% des royalties, signifiant par là que ce serait vraiment le livre de Paul ». Les interviews ont coïncidé avec les retrouvailles de McCartney avec ses anciens comparses George Harrison et Ringo Starr pour travailler sur le projet Beatles Anthology. La publication du livre a été retardée en raison de la détérioration de l'état de santé de l'épouse de Paul, Linda McCartney, après qu'on lui ait diagnostiqué un cancer du sein fin 1995.

## Publication
Paul McCartney: Many Years from Now a été publié pour la première fois au Royaume-Uni le 2 octobre 1997 par Secker & Warburg. McCartney en a fait la promotion le 12 octobre lors d'une interview avec Michael Parkinson dans l'émission Parkinson's Sunday Supplement sur BBC Radio 2.
Le livre est immédiatement un best-seller. Sa popularité a couronné une année de succès professionnel considérable pour McCartney, à la suite de son adoubement en janvier et à l'accueil favorable de son album Flaming Pie.

## Accueil

### Critiques initiales
Certains lecteurs ont critiqué le livre en raison de l'accent qu'il met sur les crédits d'écriture des chansons et sur le fait que McCartney attribue des pourcentages pour déterminer le poids respectif de sa paternité et de celle de Lennon sur les compositions Lennon-McCartney. D'autres ont contesté une apparente réécriture de l'histoire et critiqué la détermination de McCartney à être reconnu comme le premier Beatle à avoir intégré l'avant-garde. Dans une interview de janvier 1998, la veuve de Lennon, Yoko Ono, a réagi aux affirmations de McCartney, en déclarant que même si McCartney avait peut-être dirigé les projets à la fin de carrière des Beatles en passant « les appels téléphoniques », le leadership de Lennon était plus inspirant et « de très haut niveau, d'un niveau magique ». Ono a également déclaré que dans la manière dont il avait relativisé la créativité de son défunt mari, McCartney s'était placé dans le rôle de l'envieux Antonio Salieri face au Mozart Lennon.
« Le livre est l'apothéose du thème que McCartney avait introduit une décennie plus tôt : c'est lui le Beatle avant-gardiste original. Toutes les preuves étaient là, mais elles étaient présentées d'une manière si défensive qu'elles suscitaient les critiques de ceux qui estimaient qu'il fallait laisser l'histoire suivre son cours et les faits parler d'eux-mêmes [...]. »
– Peter Doggett
Rob Blackhurst, du journal The Independent, a vu dans ces mémoires une tentative de révisionnisme historique à grande échelle de la part de McCartney. Il repère des justifications moralisatrices et des attaques contre Lennon tout au long du texte, qui, selon lui, montrent que McCartney est « un homme extrêmement sensible à la critique ». Blackhurst regrette que Miles « exacerbe ce trait déplaisant de son sujet en y ajoutant ses propres plaisanteries bancales ». Il trouve le ton du livre à la fois contraire à la « chaleur et à la grande intégrité personnelle » dont McCartney fait preuve lorsqu'il parle de la famille, et inutile, étant donné que l'ancien Beatle bénéficiait déjà d'un nouveau respect de la part de ses contemporains dans les années 1990.
Selon l'auteur et critique musical Tim Riley, la meilleure réaction à Many Years from Now et aux efforts publics de McCartney pour persuader Ono de le laisser changer le crédit de composition Lennon-McCartney pour Yesterday est venue du rédacteur en chef de Rolling Stone, Mim Udovitch, qui écrit : « [Il] vous donne envie de vous asseoir et de lui écrire une lettre disant : « Cher Sir Paul, tout le monde reconnaît que sans votre superbe talent musical, les Beatles n'auraient pas pu exister. Vous êtes vraiment un co-génie, de paire avec le regretté John Lennon. Alors maintenant, détendez-vous. » »
À l'inverse, le biographe des Beatles, Ian MacDonald, a salué le livre – en particulier McCartney affirmant que lui et Lennon avaient toujours maintenu une collaboration tout au long de la carrière des Beatles –, déclarant que le livre apportait « un correctif nécessaire » à l'histoire telle qu'établie par Lennon. Ayant obtenu des détails de Miles avant la publication de Many Years from Now, MacDonald a intégré ce nouveau point de vue dans l'édition révisée de 1997 de son livre Revolution in the Head.
Dans une critique pour Amazon.com, le critique de Entertainment Weekly Tim Appelo a écrit : « Ce livre est encore meilleur que A Hard Day's Write: The Stories Behind Every Beatles' Song et Revolution in the Head. Voici le mot de la fin sur les Beatles, il est inévitablement orienté vers McCartney mais généralement plus convaincant que les propres souvenirs de Lennon. » Dans le magazine People, Peter Ames Carlin estime que le livre est « une lecture incontournable pour quiconque s'intéresse aux Beatles, aux années 60, et même à la culture moderne en général. »

### Critiques rétrospectives
Parmi les critiques les plus récentes, Rolling Stone place le livre septième sur sa liste 2012 de The 25 Greatest Rock Memoirs of All Time (Les 25 plus grands mémoires rock de tous les temps). Les rédacteurs du magazine relèvent la controverse provoquée par certains souvenirs de McCartney et précisent : « Mais dans l'écriture comme dans la chanson, sa voix déborde d'esprit et d'affection. Et lui en a fait moins pour gâcher sa chance que n'importe quelle rock star qui ait jamais existé, ce qui pourrait expliquer pourquoi ses souvenirs sont si merveilleux. »
Dans son tour d'horizon des livres les plus populaires sur les Beatles pour Rough Guides, Chris Ingham écrit: « McCartney s'excuse pratiquement avant de commencer – « de peur qu'on ne voie que j'essaie maintenant de faire mon propre genre de révisionnisme » – mais il le fait ensuite sur 600 pages dans un livre qui aurait dû s'intituler Mon propre genre de révisionnisme. » Ingham concède que le texte contient des « détails fascinants », mais il trouve l'usage des pourcentages appliqués à l'écriture des chansons « légèrement embarrassant » et « désespéré ». De même, il déplore les « justifications de McCartney pour dire « c'était moi en fait le mec cool » ».
Dans un article de 2012 consacré aux meilleurs livres sur les Beatles dans The Guardian, John Harris décrit Many Years from Now comme « une réponse claire à l'aura posthume de Lennon », ajoutant qu'en raison de la « contribution énorme » de McCartney, le livre est « davantage des mémoires, fragiles qui plus est » qu'une véritable biographie.
Peter Doggett considère que le ton du récit reste trop sur la défensive, même si McCartney fournit « toutes les preuves pour appuyer [son] point de vue », et il ajoute : « La personne qui devrait le plus se sentir diminuée par le livre de McCartney, c'est George Harrison dont la contribution aux Beatles a été systématiquement minimisée. » 
Le critique du New Zealand Herald Graham Reid décrit Many Years from Now comme « un livre fascinant, bien que biaisé et quelque peu frustrant » qui accorde une reconnaissance minimale à Harrison et fait de Ringo Starr « à nouveau l'homme invisible ». Reid déplore le manque d'informations sur la carrière de McCartney après les Beatles et conclut : « Dans le pire des cas, le livre laisse une impression hypocrite et peu charitable, et oui, révisionniste. Mais dans ce qu'il a de plus éclairant – l'écriture des chansons, les détails de la vie de McCartney à Londres – c'est un récit étonnamment révélateur des années les plus intéressantes d'une vie des plus intéressantes. »